# Elseya novaeguineae
Elseya novaeguineae är en sköldpaddsart som beskrevs av  Adolf Bernard Meyer 1874. Arten ingår i släktet Elseya och familjen ormhalssköldpaddor. IUCN kategoriserar Elseya novaeguineae globalt som livskraftig. Inga underarter finns listade i Catalogue of Life. Arten återfinns på Nya Guinea.